# Senningen

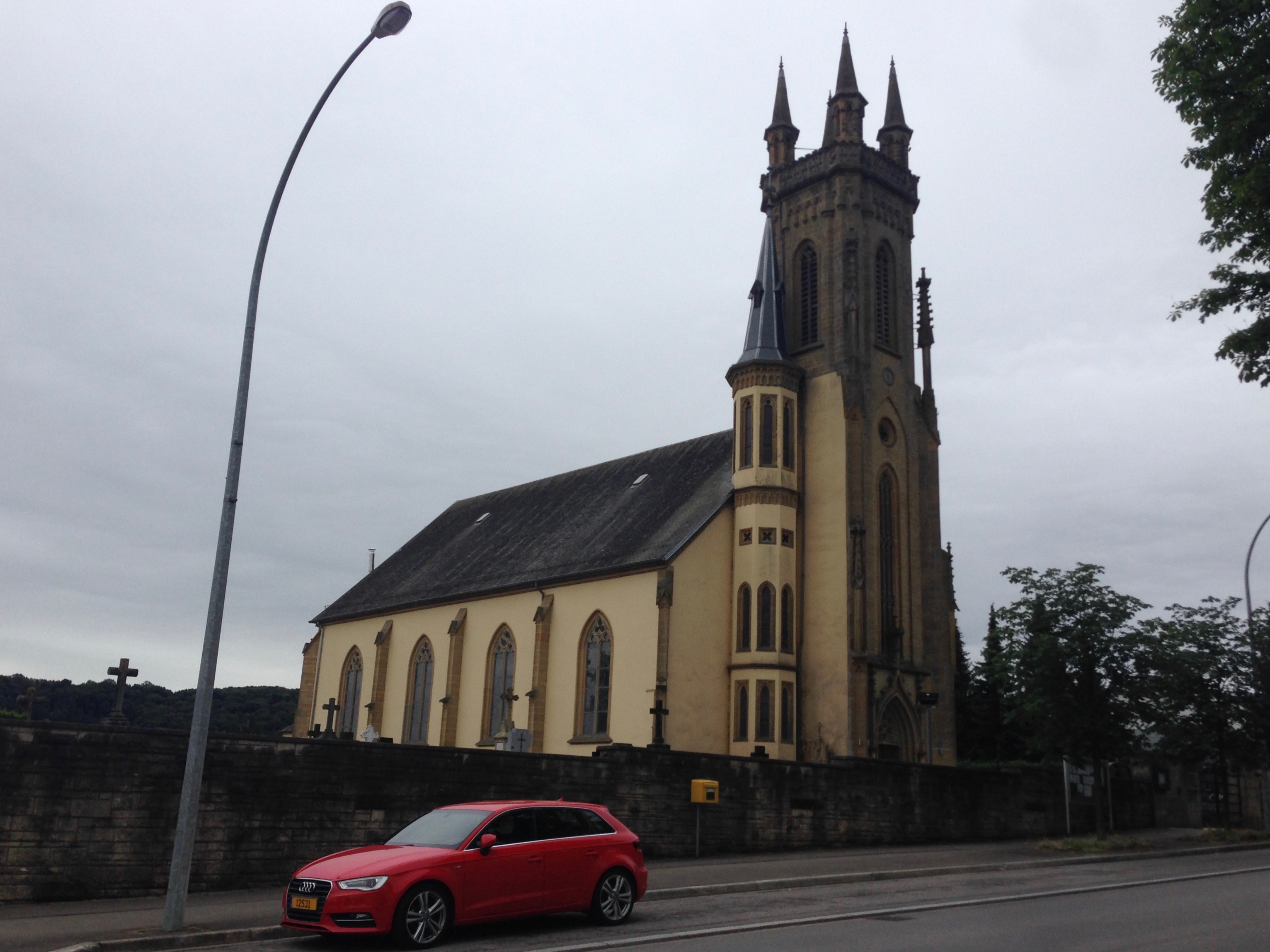
L'Église de l'Assomption-de-la-Bienheureuse-Vierge-Marie de Niederanven entre Niederanven et Senningen

Senningen (en luxembourgeois : Senneng ) est une section de la commune luxembourgeoise de Niederanven située dans le canton de Luxembourg.

## Patrimoine
- L'église de l'Assomption-de-la-Bienheureuse-Vierge-Marie, de style néo-gothique, construite au milieu du XIXe siècle. Elle est située à cheval sur les localités de Senningen et Niederanven.

## Personnalités liées à la localité
- Louis Pilot (1940-2016), footballeur puis entraîneur ;
- Erny Kirchen (1949-), coureur cycliste.